# Alejandro de Corinto
Alejandro (n. ??? - f. 247 a. C.) fue un gobernador macedonio y tirano de Corinto.
Era el hijo de Crátero que había gobernado fielmente Corinto y Calcis para su medio hermano Antígono II Gónatas.
Su abuela fue Fila, la hija del célebre Antípatro de Macedonia y primera esposa de Demetrio Poliorcetes.
Según una nota de Tito Livio (XXXV, 26), el nombre de su madre podría haber sido Nicea y este fue también el nombre de su esposa.
A la muerte de su padre, alrededor de 263 a. C., Alejandro heredó su posición, que era entonces mucho más que la mera cabeza de la guarnición macedonia y se asemejaba más a una regencia dinástica en Grecia. Durando algunos años Alejandro permaneció leal a Antígono, pero hacia el 253 a. C.. aceptó subsidios del rey egipcio Ptolomeo II y decidió desafiar la supremacía macedonia y buscar la independencia como tirano.
La pérdida de Corinto y Eubea fue un golpe casi irreparable a la hegemonía de Macedonia sobre Grecia. Antígono trató de recuperarlas, con la construcción de una alianza con Atenas, Argos y Sición, pero Alejandro consiguió atraer Sición a su bando y, posteriormente, se alió con la Liga Aquea. Ante el desafío de una ofensiva contemporánea de su rival ptolemaico a las Cícladas, Antígono fue incapaz de proteger a sus aliados. En 249 a. C., Alejandro consiguió victorias sobre Atenas y Argos y al año siguiente, posiblemente, obligó sus enemigos a aceptar una tregua.
En el apogeo de su poder, Alejandro murió en el 247 a. C., en circunstancias que hicieron sospechar a sus contemporáneos que había sido envenenado por Antígono II.
Su viuda Nicea asumió el control de sus posesiones, pero después de la muerte de su protector Ptolomeo II en el 246 a. C., su posición se debilitó. Cuando Antígono consiguió una victoria naval sobre sus enemigos y una incursión etolia en Beocia amenazaba Calcis, Ática y Corinto, ella aceptó casarse con el hijo y heredero de Antígono, Demetrio I de Macedonia .Durante las celebraciones matrimoniales en invierno de 245/44 a. C., Antígono tomó la guarnición del Acrocorinto y recuperó el control de sus antiguas posesiones.